# Jaŭhen Šykaŭka
Jaŭhen Iharavič Šykaŭka (in bielorusso Яўген Ігаравіч Шыкаўка?; Minsk, 15 ottobre 1992) è un calciatore bielorusso, attaccante del Korona Kielce.

## Carriera

### Club
Ha giocato nella prima divisione bielorussa, in quella greca, in quella kazaka ed in quella polacca.

### Nazionale
Tra il 2018 ed il 2019 ha giocato 2 partite nella nazionale bielorussa; in precedenza, nel 2012 aveva realizzato una rete in 3 presenze nella nazionale Under-21.